# Protea laetans
Protea laetans es una especie de arbusto perteneciente a la familia Proteaceae.  Es originaria de Blyde River Canyon en Mpumalanga, Sudáfrica.

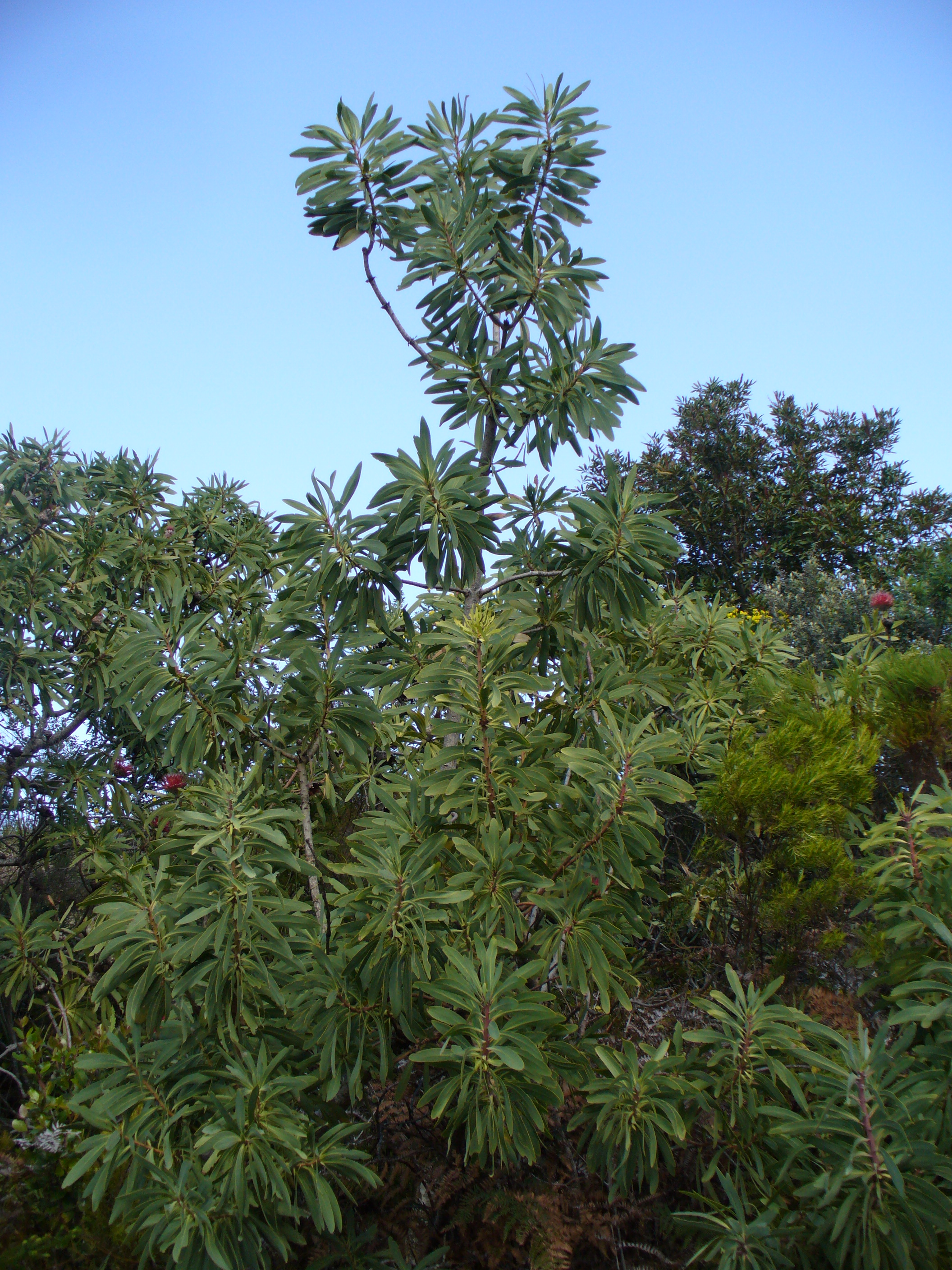
Vista del arbusto

## Descripción
Las plantas son delgadas y alcanzan un tamaño  de 5 m de altura, Florece desde mediados a final del verano. Las brácteas de sus cerradas cabezas de  flores son brillantes y de apariencia plateada.] Son fácilmente visibles cerca del campamento de FH Odendaal del Blyde River Canyon Nature Reserve. 

## Taxonomía
Protea laetans fue descrito por Lynette Davidson y publicado en Journal of South African Botany 41 (4): 207 (1975). 1975.
Etimología
Protea: nombre genérico que fue creado en 1735 por Carlos Linneo en honor al dios de la mitología griega Proteo que podía cambiar de forma a voluntad, dado que las proteas tienen muchas formas diferentes. 
laetans: epíteto latíno que significa "agradable".